# 東刈谷駅

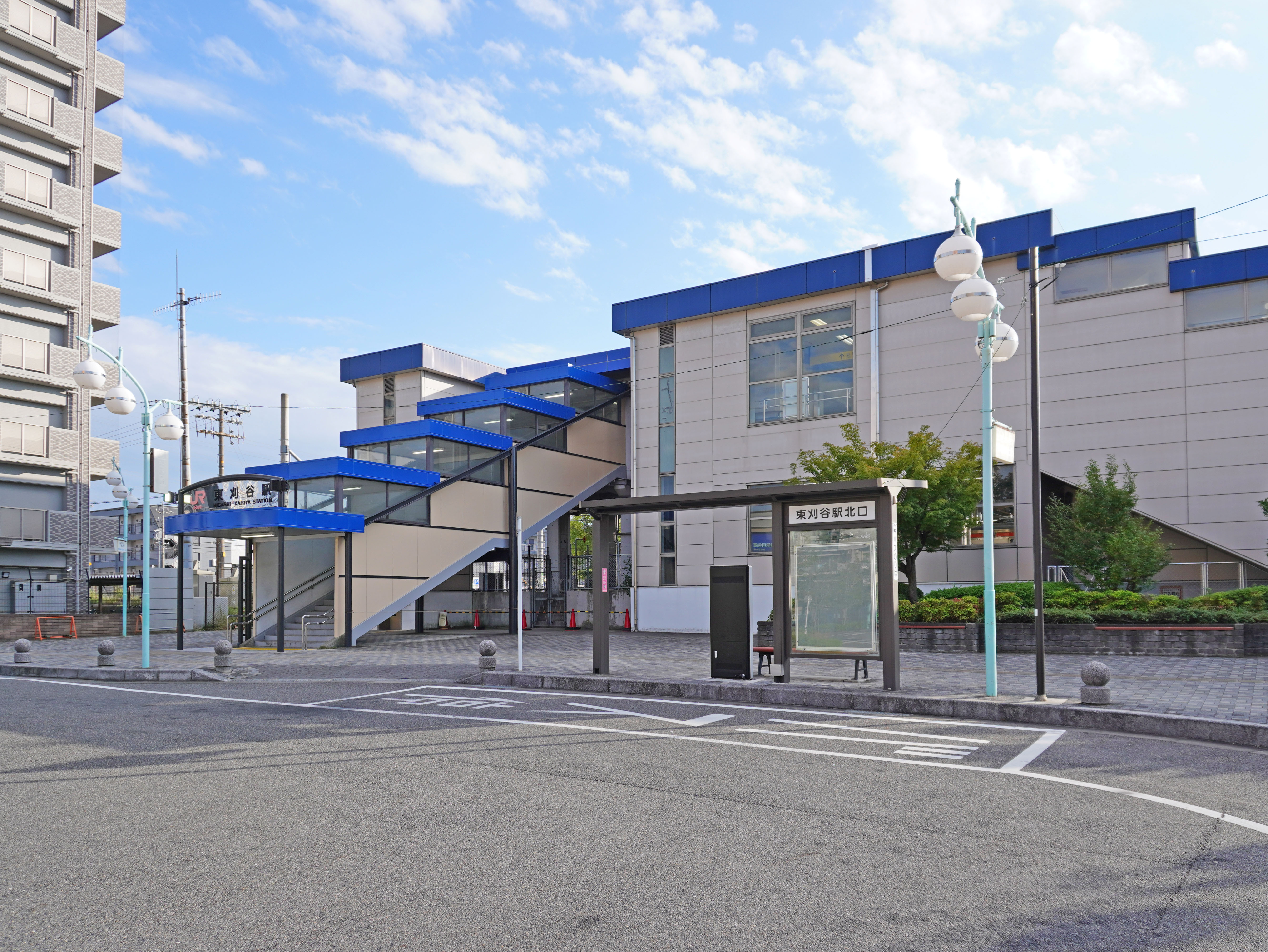
北口（2022年10月）

東刈谷駅（ひがしかりやえき）は、愛知県刈谷市東刈谷町一丁目にある、東海旅客鉄道（JR東海）東海道本線の駅である。駅番号はCA56。
運行形態の詳細は「東海道線 (名古屋地区)」を参照。

## 歴史
1920年（大正9年）11月15日から1927年（昭和2年）2月26日まで当駅付近には野田信号場（のだしんごうじょう）が設置されていた。
駅設置運動は1923年（大正12年）に依佐美村（よさみむら）が最初に起こし、しばらくは下火となったものの1956年（昭和31年）に幸田町、岡崎市と連携した「国鉄三駅設置期成同盟」の結成と共に運動が再開された（後の三ケ根駅、西岡崎駅）。1958年（昭和33年）以降は期成同盟から離れ刈谷市単独で誘致運動を推し進めたほか、駅予定地が刈谷・安城市境の至近であったことから安城市の協力を取り付けることにも成功し、期成同盟三駅の中では最も早い1966年（昭和41年）の駅開業となった。請願駅として建設されたため用地は刈谷市が提供し、駅建設費用7250万円のうち6650万円を刈谷市が、500万円を安城市が負担した。
当初、駅名は依佐美村時代から運動を続けてきた由縁から依佐美駅を要望していた。しかし「いさみ」と誤読される恐れがあると国鉄側が難色を示し、代案として野田駅も取り上げられたが重複（大阪環状線の野田駅）を理由に見送られ、東刈谷駅で落ち着いた。

### 年表
- 1966年（昭和41年）12月24日：国鉄東海道本線の安城 - 刈谷間に新設開業[3]。旅客営業のみ[3]。
- 1987年（昭和62年）4月1日：国鉄分割民営化により、東海旅客鉄道（JR東海）の駅となる[3]。
- 1999年（平成11年）11月30日：自動改札機を設置し、供用開始[9]。
- 2006年（平成18年）11月25日：ICカード「TOICA」の利用が可能となる。
- 2020年（令和2年）12月1日：集中旅客サービスシステム（現・お客様サポートサービス）の使用開始[4][10]。サポートつき指定席券売機を導入[4]。

## 駅構造
相対式ホーム2面2線を持つ地上駅で、橋上駅舎を備える。
東海交通事業の職員が業務を担当する業務委託駅で、刈谷駅が当駅を管理している。JR全線きっぷうりば、サポートつき指定席券売機が設置されている。2020年（令和2年）12月1日より集中旅客サービスシステム（現・お客様サポートサービス）の使用開始に伴い、早朝・夜間帯は係員が不在となるが、周辺駅へ出向くJR東海交通事業の係員が事務所に常駐する。自動精算機はないが、ICカードチャージ機とコールセンター問い合わせインターホンが改札内にある。改札内にトイレがある。

### のりば
| 番線 | 路線          | 方向 | 行先       |
| ---- | ------------- | ---- | ---------- |
| 1    | CA 東海道本線 | 上り | 豊橋方面   |
| 2    | CA 東海道本線 | 下り | 名古屋方面 |

（出典：JR東海:駅構内図）

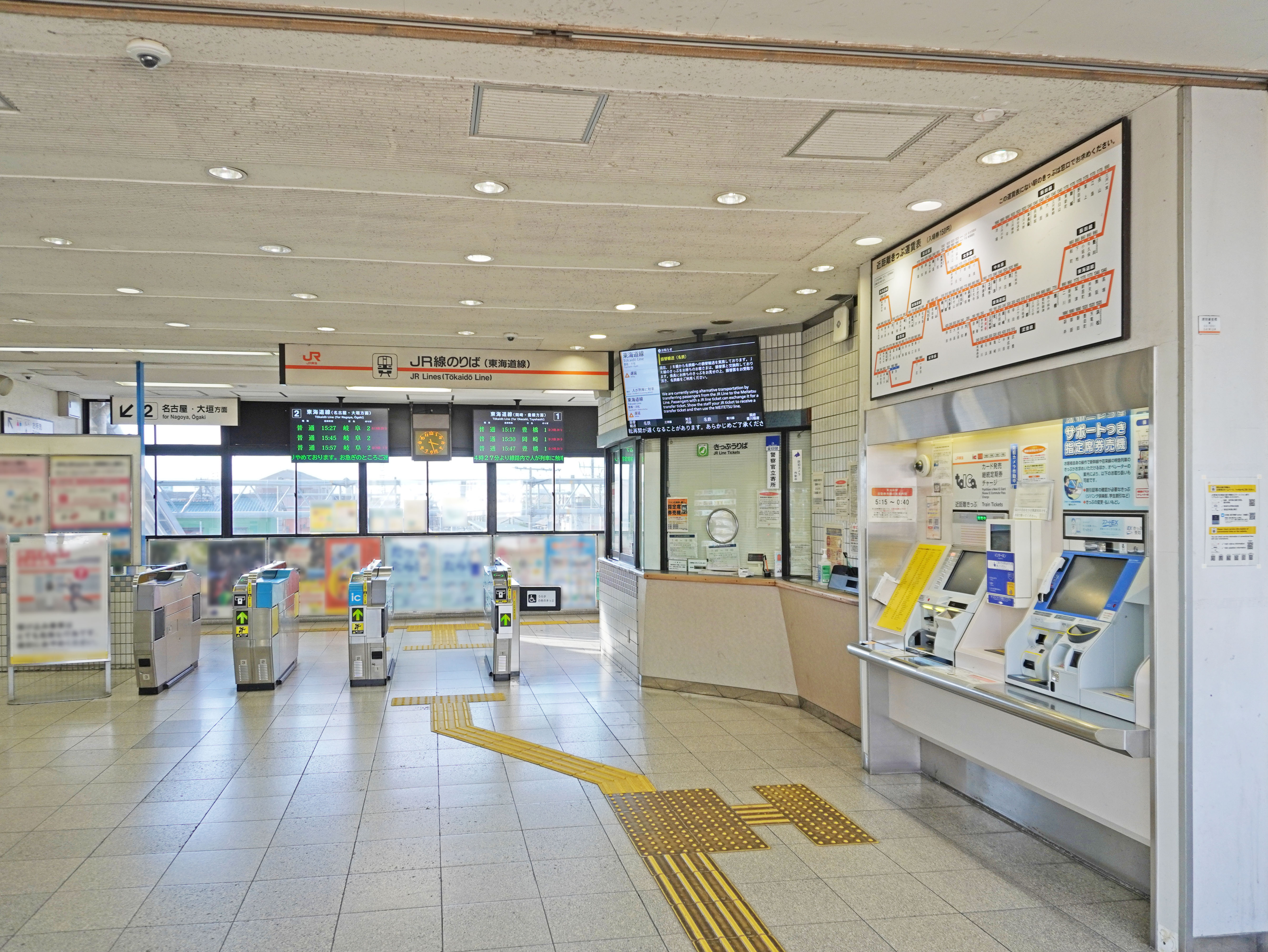
改札口（2022年10月）
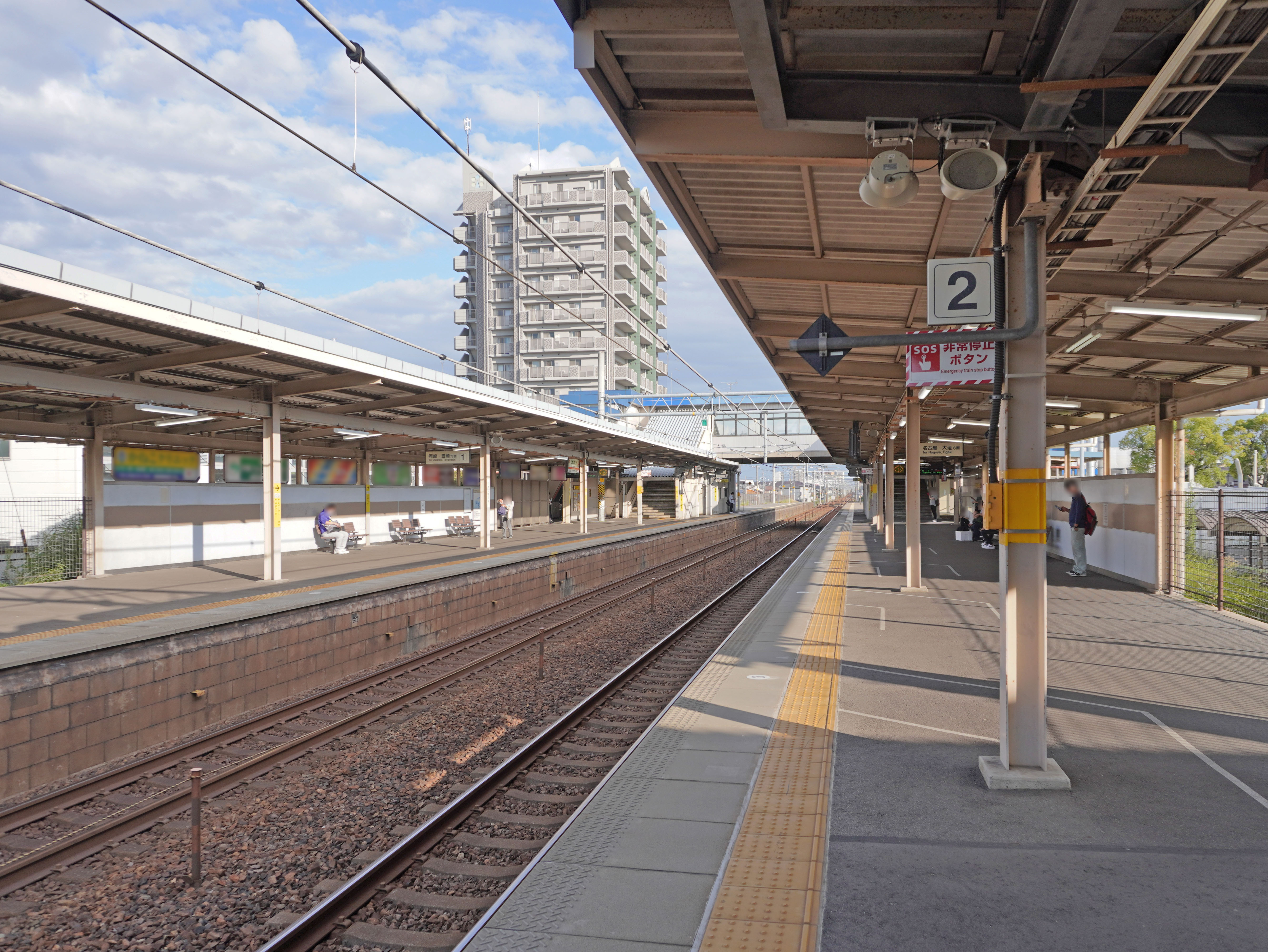
ホーム（2022年10月）
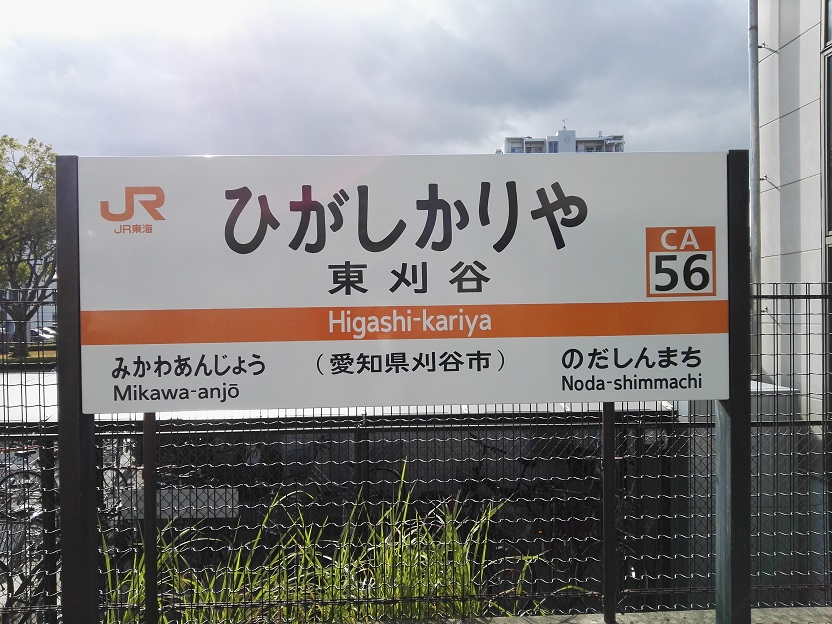
駅名標（2018年12月）

## 利用状況
「刈谷の統計」によると、当駅の一日平均乗車人員は以下の通り推移している。乗車人員は年間利用客数を365（閏年は366）で除したものである。
| 年度   | 一日平均 乗車人員 |
| ------ | ----------------- |
| 2005年 | 5,425             |
| 2006年 | 5,660             |
| 2007年 | 5,426             |
| 2008年 | 5,458             |
| 2009年 | 5,244             |
| 2010年 | 5,110             |
| 2011年 | 5,046             |
| 2012年 | 5,090             |
| 2013年 | 5,219             |
| 2014年 | 5,197             |
| 2015年 | 5,418             |
| 2016年 | 5,438             |
| 2017年 | 5,468             |
| 2018年 | 5,474             |
| 2019年 | 5,473             |
| 2020年 | 5,486             |
| 2021年 | 4,161             |
| 2022年 | 4,309             |

## 駅周辺
- 国道23号（知立バイパス）
- 知立市立知立南中学校 - 徒歩約20分

※ 駅そのものは刈谷市域だが、駅北口は安城市の市境に近い。さらに、北へ約500m行くと知立市に入り、駅はこの3市の利用の範囲となる。

## バス路線

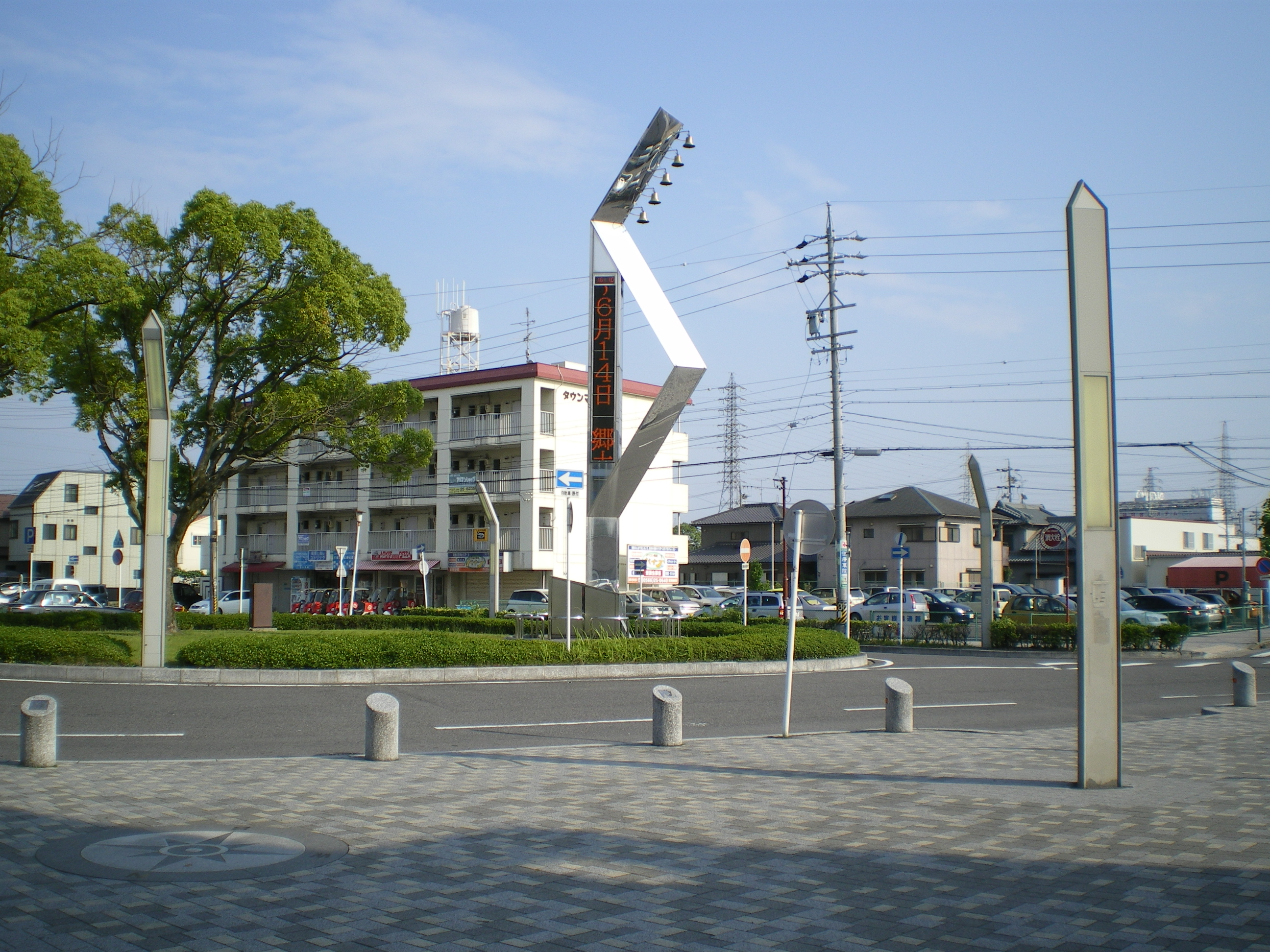
南口ロータリー

刈谷市及び周辺2市のコミュニティバスが乗り入れている。

### 南口ロータリーのりば
- 刈谷市公共施設連絡バス（かりまる）
  - 4 運動公園・東刈谷線：半城土町大原・総合運動公園

### 北口ロータリーのりば
- あんくるバス - 安城市が運行しているコミュニティバス。
  - 6 西部線・7 作野線：新安城駅

- ミニバス - 知立市が運行しているコミュニティバス。
  - 3コース（オレンジコース）：知立駅方面

- 刈谷市公共施設連絡バス（かりまる）
  - 6 東刈谷・逢妻線：逢妻駅南口

## 隣の駅
東海旅客鉄道（JR東海）
CA 東海道本線
■特別快速・■新快速・■快速・■区間快速
通過
■普通
三河安城駅 (CA55) - 東刈谷駅 (CA56) - 野田新町駅 (CA57)